# Freaky Friday (film, 2018)
Freaky Friday är en amerikansk musikalfilm gjord för TV som hade premiär den 10 augusti 2018 på Disney Channel. Filmen bygger på romanen med samma namn av Mary Rodgers samt musikalen av Bridget Carpenter. Denna film är den fjärde i serien om Freaky Friday och i huvudrollerna syns Cozi Zuehlsdorff och Heidi Blickenstaff som Ellie (dottern) och Katherine Blake (modern).